# Ocnogyna lusitanica
Ocnogyna lusitanica là một loài bướm đêm thuộc phân họ Arctiinae, họ Erebidae.